# Hydriomena constricta
Hydriomena constricta là một loài bướm đêm trong họ Geometridae.